# Demon Hunter (fumetto)
Demon Hunter è una serie a fumetti horror pubblicata in Italia dalla Xenia Edizioni dal 1993 al 1996. Venne ideata da Gino Udina e realizzata dagli allievi di una scuola del fumetto; la serie è un bonellide, ovvero una pubblicazione stampata nel cosiddetto "formato Bonelli" che rientra nel novero degli epigoni di Dylan Dog, una serie horror che nei primi anni novanta ebbe un clamoroso successo editoriale che spinse diversi editori a proporre serie a fumetti con caratteristiche simili

## Storia editoriale
La serie venne ideata da Gino Udina con l'ausilio di un gruppo di disegnatori provenienti dalla Scuola del Fumetto di Milano di Giuseppe Calzolari (Alfio Buscaglia, Andrea Bianchi Carnevale, Jerry Magni, Massimo Noé, Michela Marconi, Giacomo Danubio, Simona Denna, Chistian Magni, Ernestino Michelazzo, Ottavio Panaro, Giampaolo Soldati, Alberto Toffoli, Danilo Grossi e Luca Rossi) mentre le copertine furono realizzate da Stefano Iorio, Mauro Muroni e Jerry; le sceneggiature vennero scritte da Gino Udina, Edoardo Lando, Davide Longoni, Roberto Pergolani, Cristiano Zentilini, Mara Della Libera, Marco Ramadori e Diego Cajelli. La serie venne pubblicata per 37 numeri dal 1993 al 1996; nel 1994 venne pubblicato anche un numero speciale fuori serie.

## Trama
Michael Sloane, il protagonista, è un ispettore di polizia dell'ottavo distretto di Manhattan abilissimo nelle arti marziali. Grazie a una misteriosa pietra magica fusa nella carne della sua mano sinistra, Sloane poteva anche trasformarsi in pochi secondi in un mostruoso giustiziere, Demonhunter, un potente essere sovrannaturale praticamente invincibile.

## Elenco degli albi
1. 1 - ''Genesi nera'' (giugno 1993);
2. 2 - ''Spara o muori'' (luglio 1993);
3. 3 - ''Caccia al vampiro'' (agosto 1993);
4. 4 - ''La confraternita'' (settembre 1993);
5. 5 - ''La lacrima del drago'' (ottobre 1993);
6. 6 - ''Giustizia privata'' (novembre 1993);
7. 7 - ''Scelte'' (con poster allegato) (dicembre 1993);
8. 8 - ''Il lupo (gennaio 1994);
9. 9 - ''Cuore di tenebra'' (febbraio 1994);
10. 10 - ''Horrorvision'' (marzo 1994);
11. 11 - ''Deep Six'' (aprile 1994);
12. 12 - ''Fa la cosa giusta'' (maggio 1994);
13. 13 - ''Ciak si muore'' (giugno 1994);
14. 14 - ''Manhattan Psyco'' (luglio 1994);
15. 15 - ''Casablanca Residence'' (agosto 1994);
16. 16 - ''Terror High'' (settembre 1994);
17. 17 - ''Debbie & Dee Dee'' (ottobre 1994);
18. 18 - ''Invasione'' (novembre 1994);
19. 19 - ''Nato nella palude'' (dicembre 1994);
20. 20 - ''Altro da sé'' (gennaio 1995);
21. 21 - ''Trappola per il cacciatore'' (febbraio 1995);
22. 22 - ''L’erede di Satana'' (marzo 1995);
23. 23 - ''Strade di sangue'' (aprile 1995);
24. 24 - ''Il pasto'' (blisterato con tatuaggio allegato) (maggio 1995);
25. 25 - ''L’ombra del padre'' (anche blisterato con tatuaggio allegato) (giugno 1995);
26. 26 - ''Blood Family'' (blisterato con tatuaggio allegato) (luglio 1995);
27. 27 - ''Sonno profondo'' (agosto 1995);
28. 28 - ''Orrore veneziano'' (settembre 1995);
29. 29 - ''La bestia dentro'' (ottobre 1995);
30. 30 - ''La bellezza del diavolo'' (novembre 1995);
31. 31 - ''Crown Story'' (dicembre 1995);
32. 32 - ''Hitlerat'' (gennaio 1996);
33. 33 - ''Vita da zombie'' (febbraio 1996);
34. 34 - ''La forza del male'' (marzo 1996);
35. 35 - ''Bambole assassine'' (aprile 1996);
36. 36 - ''3 K ragazzi cattivi'' (maggio 1996);
37. 37 - ''La danza degli spettri/Temptation'' (luglio 1996).

### Speciali
- Speciale 0: Numero Zero (maggio 1993)
- Speciale 1: La memoria del sangue (ottobre 1994)